# KNM Utsira (1965)
Pour les autres navires du même nom, voir KNM Utsira.
Le KNM Utsira (numéro de coque : S318) est un sous-marin de classe Kobben de la marine royale norvégienne.

## Fabrication
Le navire a été commandé à Thyssen Nordseewerke à Emden. Il a été lancé le 11 mars 1965 et mis en service le 8 juillet 1965. 
Il est mis hors service le 12 décembre 1991 et ferraillé en 1998,,.